# Empedokles (Vulkan)
Der Empedokles (italienisch Empedocle) ist ein submariner Vulkan in der Straße von Sizilien. Die höchste Erhebung liegt rund sieben bis acht Meter unter der Meeresoberfläche. Der Empedokles ist ein Teil eines unterseeischen Vulkanmassivs, auf dem sich etwas weiter westlich auch der erstmals 1831 zeitweise inselförmig aus dem Meer aufgetauchte Unterwasservulkan Ferdinandea befindet. Der Vulkankegel wurde nach dem Naturphilosophen Empedokles von Agrigent, dem Begründer der Vier-Elemente-Lehre benannt, der sich einer Legende nach in den Ätna gestürzt hatte.
Der unterseeische Kegel des Vulkans und das gesamte Vulkanmassiv wurden im Juni 2006 von dem Vulkanologen Giovanni Lanzafame und dem Chirurgen Domenico Macaluso entdeckt. Das hufeisenförmige Massiv hat eine Ausdehnung von 20 auf 30 km², entspricht in der Grundfläche also dem Ätna, erhebt sich jedoch nur 500 m über den Meeresboden. Die Entdeckung wurde von einem begleitenden Filmteam dokumentiert. Caluso schloss auf die Existenz des Empedokles aus einer Reihe von historischen Flutwellen und Erdbeben an der Südküste Siziliens. Ein starker Ausbruch des Empedokles könnte einen Tsunami auslösen. Im August 2017 und Februar 2018 untersuchte ein Team des italienischen Istituto Nazionale di Geofisica e Vulcanologia das entsprechende Meeresgebiet und fand sechs bisher unbekannte Unterwasservulkane. Die Ursache für diesen Vulkanismus wird dort genauso wie beim Ätna in der komplexen Struktur des Untergrundes gesehen. Bei der Expedition M191 SUAVE im Mittelmeer vom 16. Juli 2023 bis zum 5. August 2023 mit dem Forschungsschiff Meteor wurden in der Straße von Sizilien weitere drei bisher unbekannte Unterwasservulkane entdeckt. Diese weisen eine Höhe von ca. 150 m und einen Basisdurchmesser von ca. 6 km auf.